# Impact is Imminent
Impact is Imminent è il diciannovesimo album in studio del gruppo musicale canadese Anvil, pubblicato nel 2022.

## Tracce
1. Take a Lesson
2. Ghost Shadow
3. Another Gun Fight
4. Fire Rain
5. Teabag
6. Don't Look Back
7. Someone to Hate
8. Bad Side of Town
9. Wizard's Wand
10. Lockdown
11. Explosive Energy
12. The Rabbit Hole
13. Shockwave

## Formazione
- Lips – voce, chitarra
- Robb Reiner – batteria
- Chris Robertson – basso, cori